# Plaza de toros de Caulín
La plaza de toros de Caulín fue un coso taurino del siglo XVIII ubicado en la ciudad española de Albacete. Fue la primera plaza de toros fija con que contó la capital albaceteña, ciudad con una gran tradición taurina a sus espaldas.

## Descripción
Fue construida en el siglo XVIII, ubicada a la izquierda del paseo de la Feria, entre las calles Octavio Cuartero y Joaquín Quijada. Tenía forma cuadrada, con un diámetro de cuarenta metros y un anillo central de veinticinco. Las paredes y la contrabarrera eran de tapial y los asientos de madera. Tenía una capacidad de tres mil espectadores. La plaza recibió su nombre por el empresario que la creó, apellidado Caulín. El último espectáculo taurino que se celebró en la plaza tuvo lugar en 1895.